# Берикеевский сельсовет
Берикеевский сельсовет — административно-территориальная единица и муниципальное образование со статусом сельского поселения в Дербентском районе Дагестана Российской Федерации.
Административный центр — село Берикей.

## Население
| 2002  | 2010  | 2012  | 2013  | 2014  | 2015  | 2016  |
| ----- | ----- | ----- | ----- | ----- | ----- | ----- |
| 3012  | ↗3224 | ↗3259 | ↗3287 | ↗3297 | ↗3319 | ↗3322 |
| 2017  | 2018  | 2019  | 2020  | 2021  | 2023  | 2024  |
| ↗3328 | ↘3307 | ↘3272 | ↘3238 | ↗3316 | ↘3303 | ↗3307 |
| 2025  |       |       |       |       |       |       |
| ↘3302 |       |       |       |       |       |       |

## Состав
| № | Населённый пункт | Тип населённого пункта       | Население |
| - | ---------------- | ---------------------------- | --------- |
| 1 | Берикей          | село, административный центр | ↗3203     |
| 2 | Сегелер          | село                         | ↘113      |